# 방대동

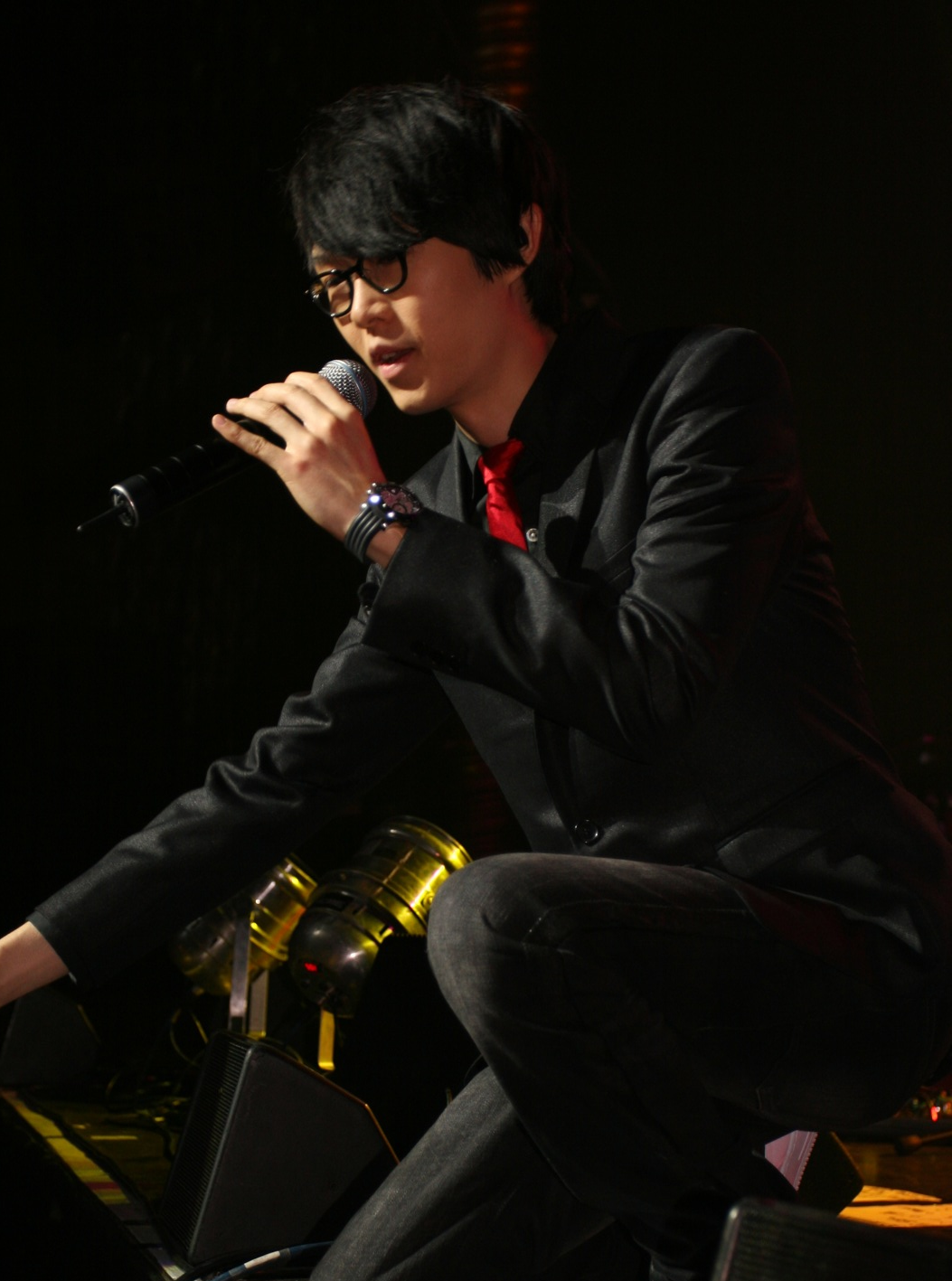

방대동(方大同, 칼리 퐁, Khalil Fong, 칼릴 퐁 타이 퉁, Khalil Fong Tai Tung, 1983년 7월 14일 ~ 2025년 2월 21일)은 홍콩의 싱어송라이터이자 프로듀서였다.
방대동은 중국 음악 시장에 보다 정교한 R&B와 솔 사운드를 도입한 것으로 유명하며, 스티비 원더, 뮤지크 소울차일드, 어스, 윈드 & 파이어와 같은 아티스트로부터 영감을 얻었다.

## 어린 시절과 교육
방대동은 1983년 7월 14일 미국 하와이주에서 드러머인 미국계 중국인 아버지와 영어 교육자였던 홍콩인 어머니 사이에서 태어났다. 어머니는 나중에 방대동의 필명인 루란(茹嵐)으로 방대동의 작사가가 되었다.
방대동은 5살 때 상하이시로 이사했고, 그 후 잠시 광저우시로 이사한 후 14살 때 홍콩으로 이사했다. 가족이 자주 다른 도시로 이사했기 때문에 방대동은 처음에는 상하이시의 초등학교에서 5년 동안 공부했고, 그 후 고등학교 때까지 부모님의 홈스쿨링을 받았다.